# Wolf (1994)
Wolf is een Amerikaanse horror/thriller uit 1994 van regisseur Mike Nichols. Hiervoor wonnen schrijvers Jim Harrison en Wesley Strick de Saturn Award voor beste scenario.

## Verhaal
De uitgebluste schrijver Will Randall (Jack Nicholson) ziet lijdzaam toe hoe zijn jongere collega Stewart Swinton (James Spader) zowel zijn vrouw Charlotte (Kate Nelligan) als zijn baan van hem afsnoept. Als hij op een avond naar huis rijdt, ziet hij een wolf roerloos op de weg liggen. Wanneer hij uitstapt om bij het dier te gaan kijken, bijt deze hem voordat het ervandoor gaat. Randall merkt niet lang daarna dat hij zich veel energieker voelt, waardoor zijn stemming beter wordt. Vervolgens beginnen zijn gehoor en reukzin opvallend te verbeteren. Energieker dan ooit begint hij Swinton het leven zo mogelijk nog zuurder te maken dan die het zijne. Hij gaat vol het gevecht aan voor zowel zijn vrouw als baan.
Ondertussen neemt Randall steeds meer kenmerken en uiterlijkheden van de wolf over. Wanneer hij zich dat realiseert, kan hij met zijn probleem alleen terecht bij Laura Alden (Michelle Pfeiffer). Randall kan zich gaandeweg hele periodes niet meer herinneren omdat zijn wolfkant op die momenten dominant was. Tijdens een van die periodes wordt Charlotte bruut vermoord en hij heeft geen idee waar hijzelf op het moment van de moord was. De politie vertelt Alden dat Charlotte de dood vond door een wolfachtige. Swinton blijkt, na een beet van Randall, niettemin eveneens een transformatie te hebben ondergaan en het op Alden voorzien te hebben.

## Rolverdeling
| Acteur              | Personage                |
| ------------------- | ------------------------ |
| Jack Nicholson      | Will Randall             |
| Michelle Pfeiffer   | Laura Alden              |
| James Spader        | Stewart Swinton          |
| Kate Nelligan       | Charlotte Skylar Randall |
| Richard Jenkins     | Rechercheur Carl Bridger |
| Christopher Plummer | Raymond Alden            |
| Eileen Atkins       | Mary                     |
| David Hyde Pierce   | Roy MacAllister          |
| Om Puri             | Dokter Vijav Alezais     |
| Ron Rifkin          | Dokter Ralph             |
| Prunella Scales     | Maude Waggins            |
| Thomas F. Duffy     | Tom                      |
| Peter Gerety        | George                   |